# Royal Aircraft Factory B.E.9
Il Royal Aircraft Factory B.E.9 fu un caccia-ricognitore monomotore, biposto e biplano, sviluppato dall'istituto di ricerca britannico Royal Aircraft Factory (RAF) negli anni dieci del XX secolo e rimasto allo stadio di prototipo.
Caratterizzato principalmente dall'insolita collocazione del gruppo motoelica, che divideva la postazione dell'osservatore sul naso del velivolo dal resto della fusoliera, interponendovi l'elica, venne utilizzato in una serie di test operativi dal Royal Flying Corps, l'aeronautica militare britannica, durante le fasi iniziali della prima guerra mondiale, ma non ritenendo che la sua configurazione riflettesse concreti vantaggi rispetto ad un modello ad elica traente classica il suo sviluppo venne abbandonato.

## Storia del progetto
Durante le prime fasi della prima guerra mondiale la veloce evoluzione dei modelli di messi a disposizione dei reparti aerei delle forze in campo costrinsero le varie aziende aeronautiche a tentare nuovi progetti per soddisfare le sempre più pressanti richieste per riequilibrare le proprie capacità tattiche e offensive.
In quest'ottica, il reparto di progettazione della Royal Aircraft Factory decise di avviare lo sviluppo di un nuovo modello che abbinava un'impostazione classica, monomotore in configurazione traente dalla velatura biplana e carrello fisso, a una struttura supplementare, che posizionata davanti al velivolo, integrava una postazione destinata al mitragliere/osservatore "inglobando" il gruppo motoelica. Questa soluzione, che tentava di abbinare le qualità della configurazione traente e quella spingente, era stata ideata per poter ovviare nei nuovi modelli destinati alla caccia all'impossibilità, da parte del pilota, di poter sparare con facilità dinanzi a sé. Non erano infatti ancora stati sviluppati i dispositivi che permettevano di sincronizzare il singolo colpo sparato quando la pala dell'elica era sulla linea di tiro e l'unica alternativa erano dispositivi meccanici che deviavano i colpi o listelli metallici che integrati nel legno delle pale ne aumentavano la resistenza. Inoltre, non essendoci le ali ad interferire con il campo visivo, la postazione anteriore godeva di un'ottima visibilità.
Prendendo come base di partenza un B.E.2c, lo si modificò aggiungendo una sezione con struttura scatolata lignea davanti all'elica del velivolo, struttura che si guadagnò il soprannome pulpito per le analogie con l'elemento architettonico presente nelle chiese, ricavandovi la postazione per l'osservatore armata con una mitragliatrice Lewis su supporto brandeggiabile, armamento standard dell'epoca per i velivoli militari britannici. Nel contempo, avendone perso lo scopo, l'abitacolo anteriore, normalmente utilizzato dall'osservatore, venne rimosso e la porzione di fusoliera utilizzata per posizionarvi, spostandolo all'indietro, il motore RAF 1a, l'8 cilindri a V raffreddato ad aria che già equipaggiava il B.E.2. Si intervenne inoltre anche sulla velatura, aumentandone l'apertura, e sull'impennaggio, che integrò un elemento verticale di maggiori dimensioni.
Il prototipo (serial 1700), costruito presso il Royal Aircraft Establishment a Farnborough, venne portato in volo per la prima volta il 14 agosto 1915 e avviato ad un programma di prove preliminari durante le quali, per la configurazione generale del velivolo, emersero alcuni problemi che ne compromettevano potenzialmente l'efficacia in servizio. La distanza tra la postazione dell'osservatore/mitragliere e l'abitacolo del pilota, non consentiva che un'approssimativa comunicazione tra i membri dell'equipaggio. Tale difficoltà si sommava all'ovvia elevata pericolosità per l'osservatore/mitragliere, il quale poteva riportare lesioni gravi a causa del moto dell'elica, o venire schiacciato dal gruppo motoelica in caso di atterraggio di fortuna, anche se non particolarmente brusco.
Tali elementi sconsigliarono un programma di sviluppo del modello, tuttavia nel settembre successivo l'aereo venne inviato in Francia per testarne l'efficacia in ambito operativo sul fronte occidentale. Dopo breve tempo, con l'acquisizione della tecnologia che permetteva la sincronizzazione delle mitragliatrici con l'elica, quella particolare configurazione cessò di avere anche un vantaggio rispetto ai velivoli con elica traente e il progetto venne definitivamente abbandonato.

## Tecnica
Il B.E.9 era un velivolo che abbinava l'impostazione generale per l'epoca classica, monomotore con velatura biplana e carrello fisso, ad una particolare fusoliera con elemento addizionale sul naso davanti al gruppo motoelica, dando visivamente all'insieme la curiosa configurazione con elica inglobata nella struttura.
La fusoliera, di sezione rettangolare, rastremata verso coda e ricoperta in tela, era caratterizzata dalla presenza di un singolo abitacolo destinato al pilota, e aveva una struttura aggiuntiva scatolata in legno posizionata davanti l'elica per il secondo membro dell'equipaggio, collegata al resto della struttura nella parte superiore tramite tiranti in cavetto in acciaio e in quella inferiore grazie a montantini con gli elementi del carrello d'atterraggio. Posteriormente terminava in un impennaggio classico monoderiva, con elemento verticale di forma triangolare e piani orizzontali separati a pianta rettangolare.
La velatura era in configurazione biplana e a scalamento positivo, ovvero con l'ala inferiore, posizionata bassa sulla fusoliera, leggermente spostata verso coda rispetto alla superiore, posizionata alta a parasole, collegate tra loro da una doppia coppia di montanti per lato integrati da tiranti in cavetto d'acciaio. Entrambi i piani alari presentavano una sezione centrale alla quale erano collegate le due semiali esterne che conferivano un angolo di diedro positivo, ed erano inoltre entrambi dotati di alettoni.
Il carrello d'atterraggio era un semplice biciclo anteriore fisso, equipaggiato con ruote di grande diametro, integrato anteriormente da una coppia di slitte per evitare il ribaltamento in fase di atterraggio e posteriormente da un pattino d'appoggio ammortizzato.
La propulsione era affidata a un motore RAF 1a, un 8 cilindri a V raffreddato ad aria in grado di erogare in quella versione una potenza pari a 90 hp (67 kW), posizionato all'apice anteriore della fusoliera ma apparentemente inglobato in essa, che comandava un'elica bipala lignea a passo fisso.

## Impiego operativo
Il prototipo del B.E.9 venne inviato in Francia per una serie di prove in ambito operativo durante la prima guerra mondiale, venendo assegnato a una serie di diverse unità del Royal Flying Corps (RFC), tra le quali i No. 6 Squadron, 8 Squadron e 16 Squadron. Nel corso delle sue missioni di ricognizione aerea sul fronte occidentale, dove ebbe anche occasione di scontrarsi con un Fokker Eindecker della tedesca Luftstreitkräfte, i suoi equipaggi ne ricavarono un'opinione generalmente negativa. L'allora comandante del 16 Squadron Major Hugh Dowding dichiarò il B.E.9 essere "...una macchina estremamente pericolosa dal punto di vista del passeggero", mentre Hugh Trenchard, a capo dell'intero RFC in terra francese, sostenne che "questo tipo di macchina non può essere raccomandato", così da determinarne, al contrario del similare SPAD A.2 di concezione francese, la sua inabilità al servizio e il conseguente rientro in territorio britannico già all'inizio del 1916. Nel libro Wind in the Wires, dove l'allora Lt Duncan Grinnell-Milne narra le sue memorie di aviatore durante la Grande Guerra, l'autore si dichiara grato che l'iniziale esperienza in combattimento si sia rivelata inconcludente e che il modello non fosse stato avviato alla produzione in massa.

## Utilizzatori
Regno Unito
- Royal Flying Corps

## Velivoli comparabili
- SPAD A.2

### Pubblicazioni
- J.M. Bruce, Aircraft of the 1914-18 War: The B.E.9, in Air Pictorial, marzo 1963,  pp. 80-83, ISSN no (WC · ACNP).